# Европско првенство у атлетици на отвореном 2018 — штафета 4 × 400 метара за жене
Трка штафета 4 х 400 метара у женској конкуренцији на Европском првенству у атлетици 2018. у Берлину одржано је 10. и 11. августа на Олимпијском стадиону.
Титулу освојену у Амстердаму 2016 бранила је штафета Уједињеног Краљевства.

## Земље учеснице
Учествовале су 69 такмичарки из 16 земаља.
1. Белгија (4)
2. Грчка (4)
3. Ирска (4)
4. Италија (4)
5. Литванија (4)
6. Немачка (4)
7. Пољска (6)
8. Португалија (4)
9. Румунија (4)
10. Словачка (4)
11. Уједињено Краљевство (6)
12. Украјина (4)
13. Француска (5)
14. Швајцарска (4)
15. Шведска (4)
16. Шпанија (4)

## Освајачи медаља
| |                                                                                      |                                                                             |
| Малгожата Холуб-Ковалик, · Ига Баумгарт-Витан, · Патриција Вићшкиевич, · Јустина Свјенти-Ерсетик · Пољска | Елеа Маријама Дијара, · Дебора Сананес, · Ањес Рахаролахи, · Флорија Геј · Француска | Зои Кларк, · Ањика Онура, · Ејми Алкок, · Ајлид Дојл · Уједињено Краљевство |

## Рекорди
| Рекорди пре почетка Европског првенства 2018.     | Рекорди пре почетка Европског првенства 2018.                                          | Рекорди пре почетка Европског првенства 2018. | Рекорди пре почетка Европског првенства 2018. | Рекорди пре почетка Европског првенства 2018. |
| ------------------------------------------------- | -------------------------------------------------------------------------------------- | --------------------------------------------- | --------------------------------------------- | --------------------------------------------- |
| Олимпијски рекорди                                | Совјетски Савез · (Татјана Ледовскаја, Олга Назарова, Марија Кулчунова, Олга Бризгина) | 3:15,17                                       | Сеул, Јужна Кореја                            | 1. октобар 1988.                              |
| Светски рекорд                                    | Совјетски Савез · (Татјана Ледовскаја, Олга Назарова, Марија Кулчунова, Олга Бризгина) | 3:15,17                                       | Сеул, Јужна Кореја                            | 1. октобар 1988.                              |
| Европски рекорд                                   | Совјетски Савез · (Татјана Ледовскаја, Олга Назарова, Марија Кулчунова, Олга Бризгина) | 3:15,17                                       | Сеул, Јужна Кореја                            | 1. октобар 1988.                              |
| Рекорд европских првенстава                       | Источна Немачка · (Кирстен Емелман, Сабине Буш, Петра Милер, Марита Кох)               | 3:16,87                                       | Штутгарт, Западна Немачка                     | 31. август 1986.                              |
| Најбољи светски резултат сезоне                   | Сједињене Државе · Универзитет Луизјана ·                                              | 3:25,48                                       | Лоренс, САД                                   | 28. мај 2018.                                 |
| Најбољи европски резултат сезоне                  | Велика Британија ·                                                                     | 3:28,62                                       | Регензбург, Немачка                           | 5. јун 2018.                                  |
| Рекорди после завршеног Европског првенства 2018. |                                                                                        |                                               |                                               |                                               |
| Најбољи европски резултат сезоне                  | Велика Британија · Ајлид Дојл, Маргарет Адеоје, Кели Масеј, Серен Банди-Дејвис         | 3:26,42                                       | Амстердам, Холандија                          | 9. јул 2018.                                  |
| Најбољи светски резултат сезоне                   | Велика Британија · Емили Дајамонд, Ањика Онура, Ајлид Дојл, Серен Банди-Дејвис         | 3:25,05                                       | Амстердам, Холандија                          | 10. јул 2018.                                 |
| Најбољи европски резултат сезоне                  | Велика Британија · Емили Дајамонд, Ањика Онура, Ајлид Дојл, Серен Банди-Дејвис         | 3:25,05                                       | Амстердам, Холандија                          | 10. јул 2018.                                 |

## Сатница
| Датум            | Време | Коло          |
| ---------------- | ----- | ------------- |
| 10. август 2018. | 13:40 | Квалификације |
| 11. август 2018. | 21:50 | Финале        |

## Резултати

### Квалификације
Такмичење је одржано 10. августа 2018. година. У квалификацијама су учествовале 16 екипа, подељене у 2 групе. У финале су се пласирале по 3 првопласиране из група (КВ) и 2 на основу постигнутог резултата (кв).,,
Почетак такмичења: група 1 у 13:40, група 2 у 13:51.
| Поз. | Гру. | Ста. | Штафета              | Атлетичарке                                                                          | НР      | Вр.     | Бел.    |
| ---- | ---- | ---- | -------------------- | ------------------------------------------------------------------------------------ | ------- | ------- | ------- |
| 1.   | 1    | 3    | Италија              | Марија Бенедикта Чигболу, Ајомиде Фолорунсо, Рафаела Боахенг Лукудо, Либанија Гренот | 3:25,16 | 3:27,63 | КВ, НРС |
| 2.   | 1    | 4    | Уједињено Краљевство | Зои Кларк, Финет Агиапонг, Мари Абичи, Емили Дајамонд                                | 3:20,04 | 3:28,12 | КВ      |
| 3.   | 2    | 4    | Пољска               | Малгожата Холуб-Ковалик, Патриција Вићшкиевич, Наталија Качмарек, Мартина Дабровска  | 3:24,49 | 3:28,52 | КВ, НРС |
| 4.   | 2    | 5    | Француска            | Елеа Маријама Дијара, Ањес Рахаролахи, Дебора Сананес, Естел Перосијер               | 3:22,34 | 3:28,61 | КВ      |
| 5.   | 2    | 6    | Белгија              | Камиле Лаус, Синтија Болинго Мбонго, Јустин Грилет, Хане Клас                        | 3:29,06 | 3:30,62 | КВ      |
| 6.   | 1    | 5    | Немачка              | Надин Гонска, Корина Шваб, Каролина Палич, Хана Мергенталер                          | 3:15,92 | 3:31,77 | КВ, НРС |
| 7.   | 2    | 7    | Румунија             | Андреа Миклош, Кристина Данијела Балан, Санда Белгиан, Бјанка Разор                  | 3:25,68 | 3:31,95 | кв, НРС |
| 8.   | 1    | 2    | Словачка             | Ема Заплеталова, Ивета Путалова, Данијела Ледецка, Александра Безекова               | 3:31,66 | 3:32,11 | кв, НРС |
| 9.   | 2    | 1    | Шведска              | Матилда Хелквист, Моа Јелмер, Јосефин Магнусон, Лиса Дуфи                            | 3:31,28 | 3:32,61 |         |
| 10.  | 1    | 6    | Швајцарска           | Фанете Хумаир, Робине Шурман, Рачел Пелауд, Јасмин Гигер                             | 3:28,52 | 3:32,86 |         |
| 11.  | 1    | 7    | Шпанија              | Лаура Буено, Херминиа Пара, Кармен Санчез, Аури Лорена Бокеса                        | 3:27,57 | 3:33,18 | НРС     |
| 12.  | 1    | 1    | Португалија          | Ривинилда Ментаи, Жоселине Монтеиро, Катја Азеведо, Дороте Евора                     | 3:29,38 | 3:33,35 | НРС     |
| 13.  | 2    | 8    | Грчка                | Ана Василиоу, Деспина Моурта, Евагелија Зигори, Ирини Василиоу                       | 3:26,33 | 3:34,69 |         |
| 14.  | 1    | 8    | Ирска                | Синеад Дени, Софи Бекер, Davicia Patterson, Клер Муни                                | 3:27,48 | 3:35,96 | НРС     |
| 15.  | 2    | 2    | Литванија            | Ева Мисиунаите, Модеста Мораускаите, Габија Галвидите, Ерика Круминаите              | 3:27,54 | 3:37,73 |         |
|      | 2    | 3    | Украјина             | Катерина Климиук, Марија Миколенко, Анастасија Бризгина, Татјана Мелник              | 3:21,94 | Диск.   | 170.7.  |

### Финале
Такмичење је одржано 11. августа 2018. године у 21:50.
| Пласман | Стаза | Штафета              | Атлетичарке                                                                                | Време   | Белешке |
| ------- | ----- | -------------------- | ------------------------------------------------------------------------------------------ | ------- | ------- |
|         | 5     | Пољска               | Малгожата Холуб-Ковалик, Ига Баумгарт-Витан, Патриција Вићшкиевич, Јустина Свјенти-Ерсетик | 3:26,59 |         |
|         | 4     | Француска            | Елеа Маријама Дијара, Дебора Сананес, Ањес Рахаролахи, Флорија Геј                         | 3:27,17 |         |
|         | 6     | Уједињено Краљевство | Зои Кларк, Ањика Онура, Ејми Алкок, Ајлид Дојл                                             | 3:27,40 |         |
| 4.      | 8     | Белгија              | Синтија Болинго Мбонго, Хане Клас, Јустин Грилет, Камиле Лаус                              | 3:27,69 | НР      |
| 5.      | 3     | Италија              | Марија Бенедикта Чигболу, Ајомиде Фолорунсо, Рафаела Боахенг Лукудо, Либанија Гренот       | 3:28,62 |         |
| 6.      | 7     | Немачка              | Надин Гонска, Лаура Милер, Каролина Палич, Хана Мергенталер                                | 3:30,33 | НРС     |
| 7.      | 1     | Румунија             | Андреа Миклош, Кристина Данијела Балан, Санда Белгиан, Бјанка Разор                        | 3:32,15 |         |
| 8.      | 2     | Словачка             | Ема Заплеталова, Ивета Путалова, Данијела Ледецка, Александра Безекова                     | 3:32,22 |         |